# قتاد فوقي اللسان
القَتَاد فوقي اللسان أو القَتَاد المزماري (باللاتينية: Astragalus epiglottis) نوع نباتي عشبي من جنس القتاد.

## البيئة والانتشار
موطنه بلاد الشام والمغرب العربي وتركيا واليونان وإيطاليا وفرنسا وإسبانيا والبرتغال.

## الوصف النباتي
الساق بسيطة، والساق الجانبية منتشرة. الورقة مركبة تحتوي على 5-8 أزواج من الوريقات. الشمراخ الزهري يضم 4-7 أزهار. القرن قلبي الشكل.

## مرادفات للاسم العلمي
- (باللاتينية: Astragalus asperulus Dufour)
- (باللاتينية: Astragalus ephippium Pomel)
- (باللاتينية: Astragalus epiglossus St.-Lag.)
- (باللاتينية: Astragalus epiglottoides Willk.)
- (باللاتينية: Glottis epiglottis (L.) Medik.)
- (باللاتينية: Tragacantha asperula (Dufour) Kuntze)
- (باللاتينية: Tragacantha epiglottis (L.) Kuntze)
- (باللاتينية: Astragalus epiglottis L. subsp. epiglottis)
- (باللاتينية: Astragalus epiglottis subsp. asperulus (Dufour) Nyman)
- (باللاتينية: Astragalus epiglottis var. asperulus (Dufour) DC.)
- (باللاتينية: Astragalus epiglottis var. ephippium (Pomel) Batt.)
- (باللاتينية: Astragalus epiglottis var. intermedius Faure & Maire)
- (باللاتينية: Astragalus epiglottis var. longipes Lange)
- (باللاتينية: Astragalus epiglottis var. pedunculata Batt.)